# Gilles Vidal
Gilles Vidal (Aurillac, 5 ottobre 1972) è un ingegnere e progettista francese, noto per essere stato a capo del Centro Stile Peugeot dal 2010 al 2020.
Il 25 luglio 2025 viene nominato Head of Design per i marchi europei di Stellantis, prendendo il posto di Jean‑Pierre Ploué.

## Biografia

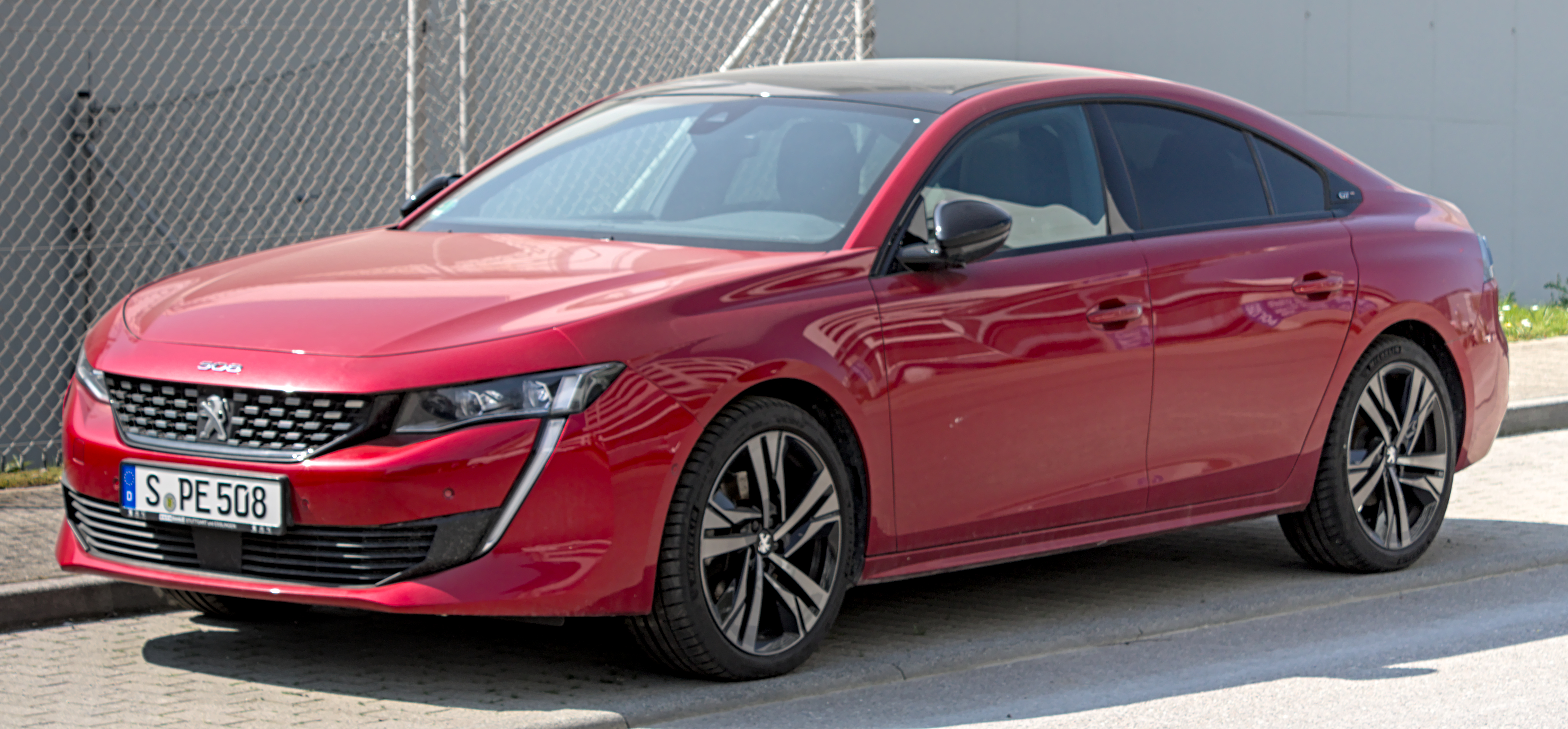
Peugeot 508 II

Laureato all'Art Center College of Design di Vevey (Svizzera), nel 1996 iniziò la sua carriera alla Citroën, dove collaborò con l'allora direttore Jean-Pierre Ploué. Qui si occupò il restyling del Berlingo, la versione S1600 da rally della Saxo e il concept Osmose. Nel 2005 venne nominato responsabile delle concept car.
Quando nel 2009 fu nominato Jean-Pierre Ploué come supervisore dello stile dei marchi Citroën e Peugeot, Gilles venne promosso a responsabile delle concept car Peugeot, supervisionando la realizzazione delle concept la Peugeot BB1 e SR1. A gennaio 2010 Jean-Pierre Ploué lo nominò responsabile dello stile Peugeot.
Il 28 luglio 2020 ha lasciato il suo incarico come capo del design Peugeot ed è stato sostituito da Matthias Hossann. Nel novembre 2020 è entrato a far parte del team di design Renault sotto la direzione di Laurens van den Acker. Nel gennaio 2021 realizza la sua prima vettura per il marchio della losanga, una concept car  chiamata Renault 5 Prototype.

## Modelli progettati

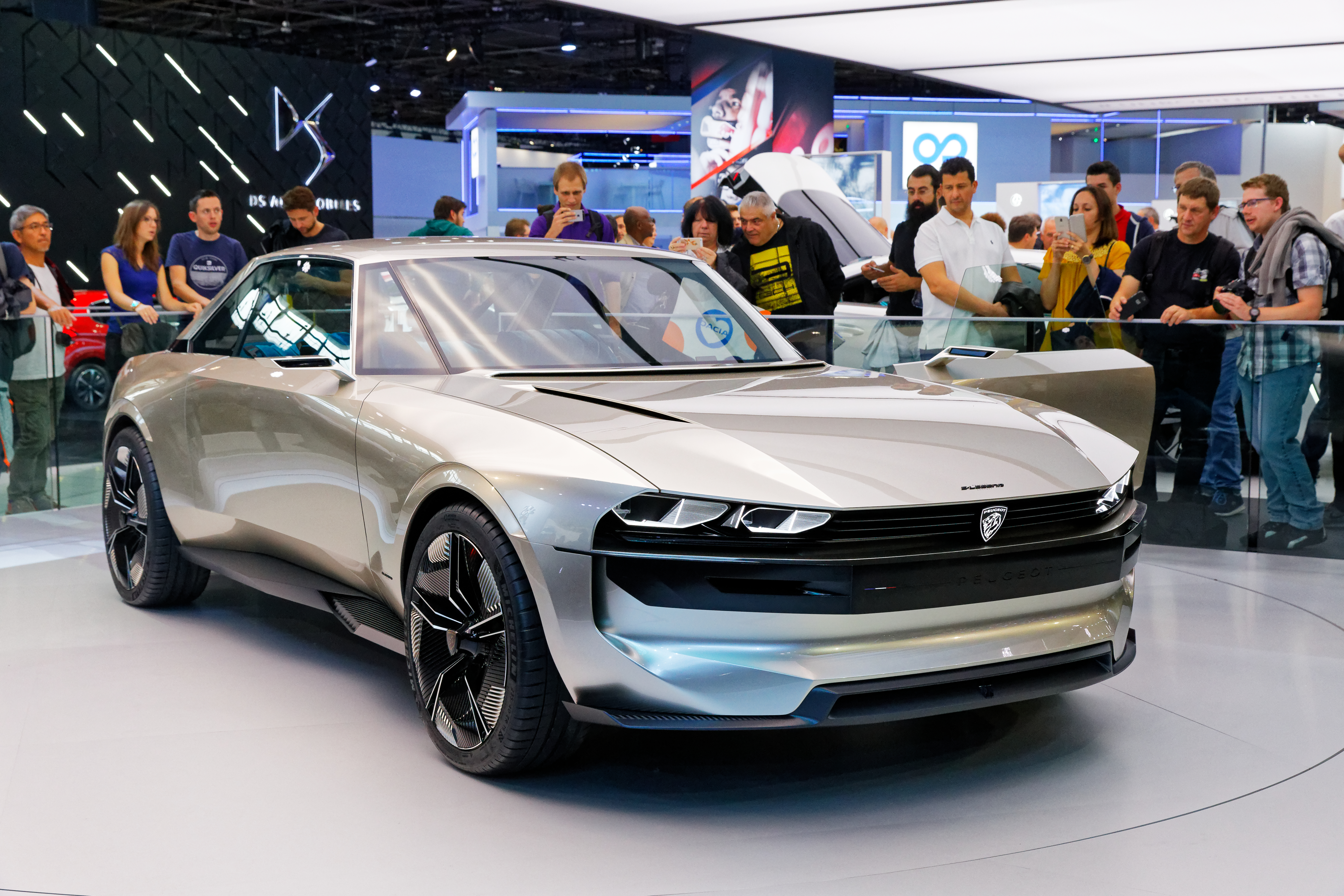
Peugeot e-Legend

- Peugeots BB1 (2009)
- Peugeots SR1 (2010)
- Peugeot 208 (2012)
- Peugeot 308 (2013)
- Peugeot 2008 (2013)
- Peugeot 508 (2018)
- Peugeot e-Legend (2018)[7]
- Renault 5 Prototype (2021)[6]